# شيموتسوكا (توتشيغي)
مدينة شيموتسوكا (بالإنجليزية: Shimotsuke)‏ هي أحد المدن التابعة لمحافظة توتشيغي. تأسست رسميًا في 10/01/2006. ويقدر عدد سكانها بـ 59459 نسمة حسب تقدير مكتب الإحصاء الياباني لعام 2012. تبلغ مساحة شيموتسوكا 74.58 كم2. بكثافة سكانية تبلغ 797 نسمة/كم2.